# Crkva sv. Jurja (Desinić)
Crkva sv. Jurja  je rimokatolička crkva u općini Desinić zaštićeno kulturno dobro.

## Opis dobra
Trobrodna, neogotička crkva s istaknutim bočnim kapelama i zvonikom u pročelju sagrađena je 1902. godine prema projektu Josipa Vancaša na mjestu stare župne crkve, na uzvišenju u središtu Desinića. U novu crkvu integrirane su starije građevne strukture iz 16., odnosno 17. i 18. st., tako da su produljenjem i proširenjem građevine početkom 20. stoljeća, povijesni prostorni dijelovi jednobrodne gotičke crkve i njene dogradnje objedinjeni u prostornu cjelinu zaključenu križno-rebrastim svodovima, u kojoj dominira široki glavni brod. U središnjoj osi glavnog pročelja je zvonik koji u visini lađe ima kvadratni tlocrt, dok je gornji dio osmerokutan, zaključen visokim piramidalnim krovom.

## Zaštita
Pod oznakom Z-2080 zavedena je kao nepokretno kulturno dobro – pojedinačno, pravnog statusa zaštićena kulturnog dobra, klasificirano kao "sakralna graditeljska baština".